# جنبش دموکراتیک-انقلابی زحمتکشان گیلان و مازندران
جنبش دموکراتیک-انقلابی زحمتکشان گیلان و مازندران یک سازمان محلی چپ‌گرا بود که به مرکزیت منطقهٔ تالش به فعالیت در استان‌های شمال ایران می‌پرداخت. این سازمان در رابطه تنگاتنگ و مشاوره با سازمان اتحاد چپ به وجود آمده و در واقع تشکیلات محلی این سازمان به‌شمار می‌آمد. بنیان‌گذار این سازمان حسن ماسالی بود و هدف خود را برقراری «جمهوری فدراتیو شورایی زحمتکشان ایران» اعلام کرده‌بود.

## نام‌گذاری
مهدی خانبابا تهرانی معتقد است که سازمان اتحاد چپ به علت ویژگی‌های منطقه این نام را برای تشکیلات محلی خود برگزیده بود تا نامی از کلمهٔ چپ در میان نباشد.

## تاریخچه
جنبش دموکراتیک-انقلابی زحمتکشان گیلان و مازندران در روز ۱۵ مهر ۱۳۵۹ اعلام موجودیت، و خط مشی خود را مبتنی بر «دموکراتیسم انقلابی» اعلام کرد که به نوبهٔ خود «محتوای سیاسی-اجتماعی دوران انتقال به سوسیالیسم» است. این سازمان شکل‌گیری خود در منطقهٔ شمال کشور را در راستای «ویژگی‌های متنوع ایالتی از قبیل نفوذ و قدرت ارتجاع، تفاوت‌های سنن مبارزاتی و معضلات خاص ایالتی» دانسته که سبب در دستور کار قرار گرفتن «پاگیری و قوت جنبش‌های فعال ایالتی» شده است.
از دیگر اعضای بنیان‌گذار این سازمان می‌توان به ایرج ماسالی و عزیز هژبر اشاره کرد.

### عضویت در شورای ملی مقاومت
جنبش دموکراتیک-انقلابی زحمتکشان گیلان و مازندران در سال ۱۳۶۰ به شورای ملی مقاومت ایران پیوست. نمایندهٔ این سازمان در شورای ملی مقاومت در ابتدا حسن ماسالی بود، اما پس از چند جلسه مهدی خانبابا تهرانی به عنوان نماینده جایگزین وی شد.
حسن ماسالی بعداً عضویت جنبش دموکراتیک-انقلابی زحمتکشان گیلان و مازندران در شورای ملی مقاومت را «مشروط» دانسته و خروج از آن را نیز به دلیل سیاست‌های فرقه‌گرایانهٔ رهبران جدید سازمان مجاهدین خلق ایران و شخص مسعود رجوی عنوان کرد. به باور او تا زمانی که موسی خیابانی در داخل ایران زنده بود، رجوی نمی‌توانست فرقه‌گرایی مورد نظر خود را اعمال کند. در نهایت پس از آن‌که هما ناطق به دلیل انتقاد از سیاست‌های رهبری مجاهدین خلق در جریان یک سخنرانی در سوئد مورد حملهٔ لفظی قرار گرفت و نیز طرح مسئلهٔ خودمختاری کردستان ایران در جلسهٔ شورا مسکوت گذاشته‌شد، ماسالی نیز با ترک گفتن جلسهٔ شورای ملی مقاومت در روز ۳ خرداد ۱۳۶۲، عضویت جنبش دموکراتیک-انقلابی زحمتکشان گیلان و مازندران را در شورا به حالت تعلیق درآورد.

## اهداف سازمان
جنبش دموکراتیک-انقلابی زحمتکشان گیلان و مازندران هدف خود را برقراری «جمهوری فدراتیو شورایی زحمتکشان ایران» اعلام کرده‌بود و «مبارزهٔ همه‌جانبه برای دموکراتیزاسیون سراسری جامعه و استقرار دولت غیرمتمرکز فدراتیو انقلابی (به معنی تحقق خودمختاری خلق‌ها و تأسیس قدرت اجرایی شوراهای ایالتی)» را راه رسیدن به این هدف می‌دانست.